# 崔建民
崔建民（1932年11月26日—2010年5月5日），曾用名汝庆、建敏，男，汉族，山东威海人，中华人民共和国政治人物，曾任审计署党组副书记、副审计长，第八届全国政协委员。